# Coesfelder Berg

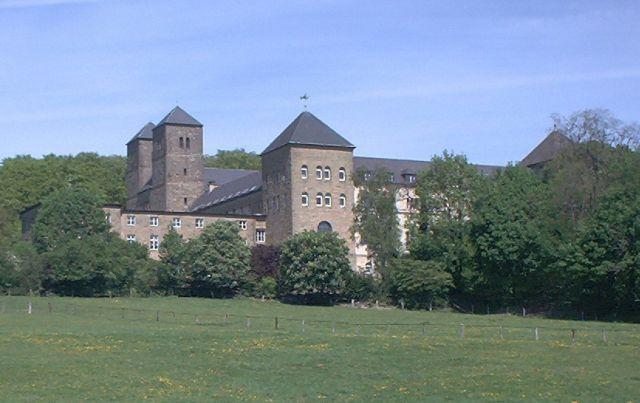
Abtei Gerleve am Coesfelder Berg

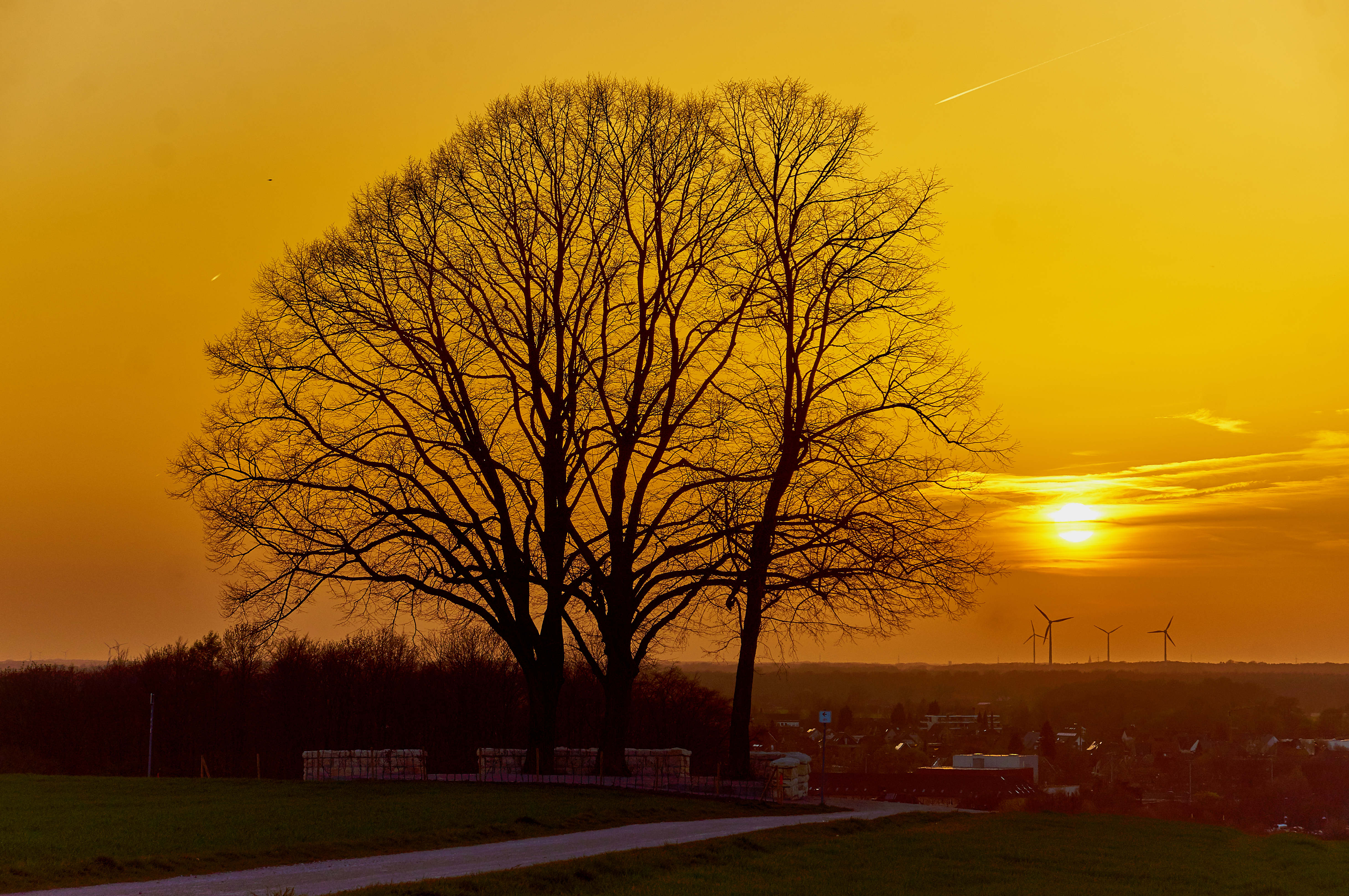
Die Dreilindenhöhe mit Blick über die Umgebung Coesfelds

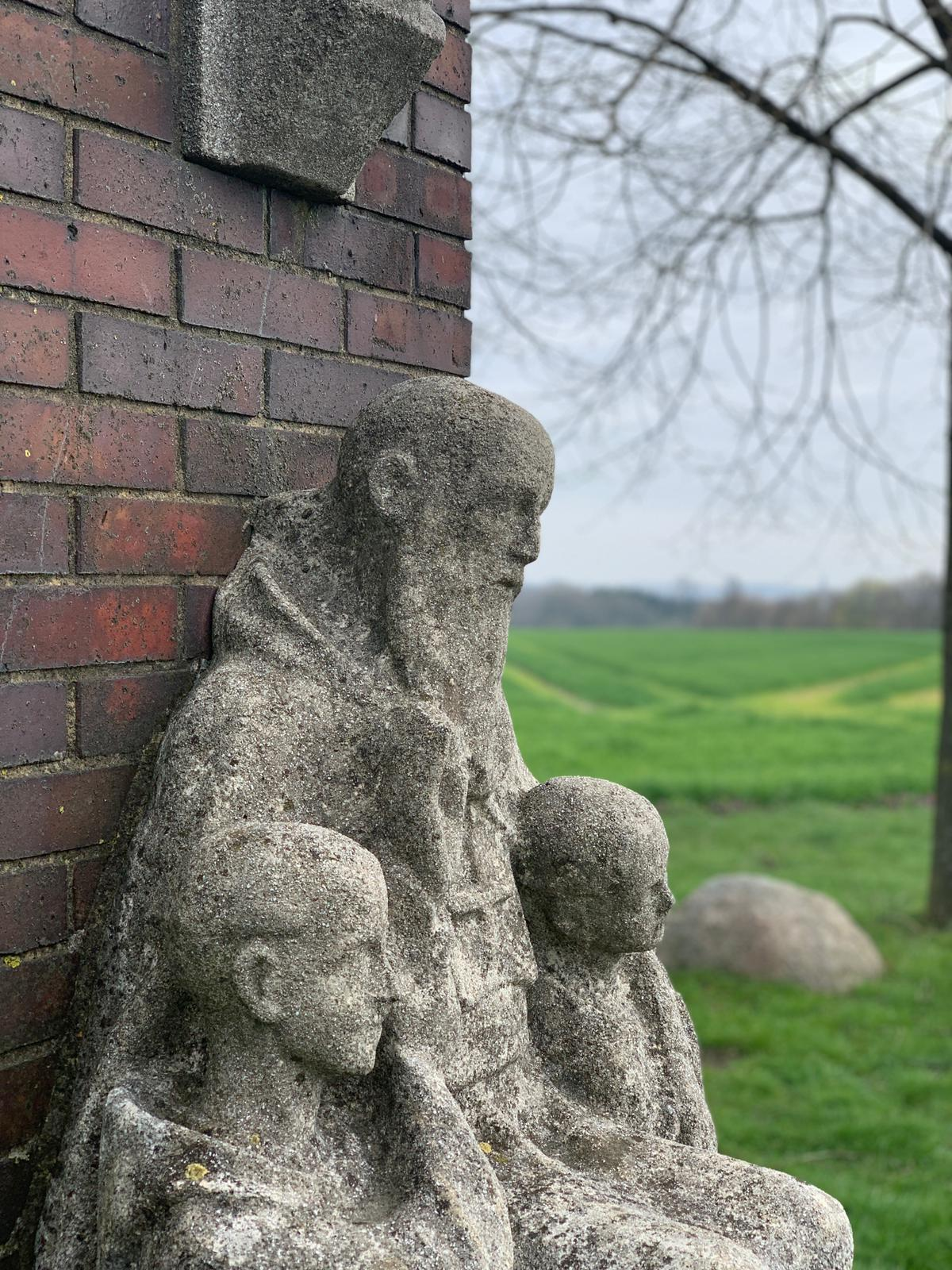
Die Ludgerirast nördlich des Klosters Gerleve

Der bis 152 m hohe Coesfelder Berg ist der westlichste Berg der Coesfeld-Daruper Höhen, die die münsterländischen Baumberge nach Südwesten fortsetzen.  
Der Berg, der östlich der namensgebenden Stadt Coesfeld (Kreis Coesfeld, Nordrhein-Westfalen) als breiter Bergrücken zwischen der Berkel und dem Honigbach aufragt, fällt in Richtung Westen verhältnismäßig steil von rund 140 m ü. NN  auf nur noch knapp 80 m ü. NN im Coesfelder Stadtgebiet ab. Er gilt als Hausberg dieser Stadt.
Von der Ludgerirast, der höchsten Stelle des Bergs, genießt man wegen der Baumlosigkeit einen weiten Blick auf große Teile des westlichen Münsterlands. Hier soll der Überlieferung nach Ludgerus, der erste Bischof von Münster, am Vorabend seines Todes in Billerbeck, eine Pause auf seinem Weg eingelegt und das Münsterland gesegnet haben. Die Dreilindenhöhe mit den namengebenden drei Linden (Tilia europaea) ist ein Aussichtspunkt an den Hängen oberhalb der Stadt Coesfeld.
In einem schönen, südlich der Ludgerirast liegenden Seitental des Coesfelder Bergs befindet sich in 125 m Höhe die Benediktinerabtei Gerleve. Der Sage nach soll vom höchsten Punkt des Bergs aus St. Liudger am Abend vor seinem Tode das von ihm gegründete Bistum Münster noch einmal gesegnet haben. Daran erinnert ein Denkmal, das Bruder Dominikus Zwernemann (1901–1983) aus der Abtei Gerleve 1934 errichtete.